# 施設整備等協賛競輪
施設整備等協賛競輪（しせつせいびとうきょうさんけいりん）は、2021年度から2026年度までの期間、GIII格付けで開催される競輪の競走である。競走のキャッチコピーは「レースがつなぐ。未来へつながる。」（第2回以降）となっており、開催場・主催者に関わらず統一デザインの開催ポスターが用いられる。

## 概要
大阪・関西万博協賛競輪とともに開始されたGIII競走。原則特別競輪開催の前後（特別競輪と間隔が近いため、特別競輪出場者が出走しない時期）に1年度各2 - 3節程度実施される。
お客様の満足度向上を図るのに加え、車券購入機会拡大のためのシステム構築及び来場促進に向けた施設整備事業等を推進するためを目的としている。競走の収益からの拠出金により施行者支援を行う。
競輪では規程により記念競輪など4日間以上のグレードレースの開催は原則として1競輪場年間1節のみという取り決めがあるが、本競走は国際自転車トラック競技支援競輪と同様に規程の対象外となっており、開設記念競輪も同じ年度に開催することができる。
タイトル名は「施設整備等協賛競輪 in ○○（開催場）」と銘打たれ、また各開催場で独自の名称がつけられることが多い。

## 歴代優勝者
| 回数   | 開催年 | 開催日         | 開催場     | 名称                    | 優勝者   | 登録地 |
| ------ | ------ | -------------- | ---------- | ----------------------- | -------- | ------ |
| 第1回  | 2021年 | 4月29日-5月2日 | 奈良       | 秋篠賞                  | 三谷将太 | 奈良   |
| 第2回  | 2021年 | 11月25日-28日  | 武雄       | 飛龍賞争奪戦            | 荒井崇博 | 佐賀   |
| 第3回  | 2022年 | 2月26日-3月1日 | 高知       | 土佐水木賞              | 阿部将大 | 大分   |
| 第4回  | 2022年 | 4月28日-5月1日 | 青森       | 縄文小牧野杯            | 河端朋之 | 岡山   |
| 第5回  | 2022年 | 11月17日-20日  | 富山       | 神秘の海 富山湾カップ   | 飯野祐太 | 福島   |
| 第6回  | 2023年 | 2月16日-19日   | 伊東温泉   | 花と海といで湯賞        | 山口拳矢 | 岐阜   |
| 第7回  | 2023年 | 6月8日-11日    | 京都向日町 | 京都向日町カップ        | 簗田一輝 | 静岡   |
| 第8回  | 2023年 | 10月12日-15日  | 小田原     | 小田原城下町音頭杯      | 宿口陽一 | 埼玉   |
| 第9回  | 2023年 | 11月16日-19日  | 大垣       |                         | 山賀雅仁 | 千葉   |
| 第10回 | 2024年 | 8月8日-11日    | 松山       | 道後温泉杯争覇戦        | 新田祐大 | 福島   |
| 第11回 | 2024年 | 11月14日-17日  | 松阪       | ザ・レオニズカップ      | 芦澤辰弘 | 茨城   |
| 第12回 | 2025年 | 3月27日-30日   | 前橋       | 桜花爛漫!まえばし春風賞 | 山崎芳仁 | 福島   |

※登録地は優勝日時点

## 今後の開催予定
- 第13回 - 2025年11月13日-16日 - 小田原競輪場